# 徳浦駅
徳浦駅（トクポえき）は、大韓民国釜山広域市沙上区にある釜山交通公社2号線の駅である。駅番号は228。

## 駅構造
相対式ホーム2面2線の地下駅。フルスクリーンタイプのホームドアが設置されている。

### のりば
| 上り | 2号線 | 萇山方面 |
| 下り | 2号線 | 梁山方面 |

## 歴史
開業当時は「新羅大」を副駅名としていた。
- 1999年6月30日 - 2号線の開通に伴い開業。
- 2009年1月10日 - 副駅名が廃止される。

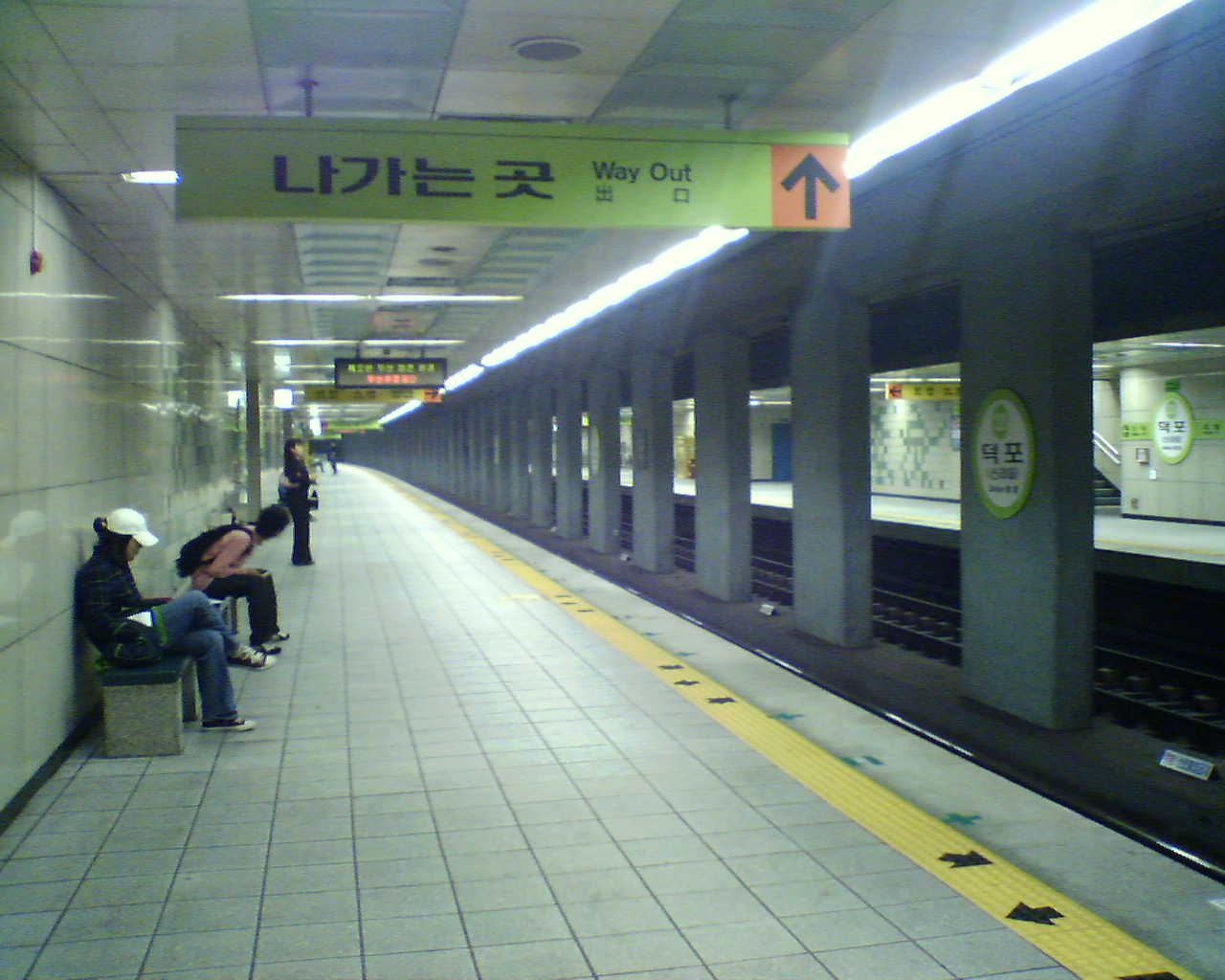
ホームドア設置前（2009年2月）

## 駅周辺
- 釜山北部運転免許試験場
- 釜山沙上警察署
- 北部消防署
  - 三楽119安全センター
- 北部消防署
- 徳浦初等学校
- 三徳初等学校
- 徳浦女子中学校
- 新羅大学校
- CU徳浦中央店
- GS25徳浦小店
- 釜山図書館

## 隣の駅
釜山交通公社
 2号線
沙上駅 (227) - 徳浦駅 (228) - 毛徳駅 (229)